# Nína Tryggvadóttir
Nína Tryggvadóttir (nascida Jónína Tryggvadóttir; Seydisfjördur, 16 de março de 1913 – Nova Iorque, 18 de junho de 1968) foi uma pintora expressionista islandesa.
Nína foi uma das expressionistas mais importantes da Islândia e uma das poucas mulheres artistas em seu país e de sua geração.

## Biografia
Nína nasceu em 1913 na pequena cidade de Seydisfjördur, no leste da Islândia. Em 1920, a família se mudou para a capital, Reykjavik. Começou seus estudos de artes com Ásgrímur Jónsson, um parente próximo da família de seu pai. Entre 1033 e 1935 Nína também teve aulas com Finnur Jónsson e Jóhann Briem. Em 1935, mudou-se para Copenhague, ingressando no curso de Artes da Royal Danish Academy of Fine Arts. Depois de se formar em 1939, Nína viajou para Paris para completar seus estudos.

## Carreira
Junto de sua colega e também pintora Louisa Matthíasdóttir, Nína se mudou para a cidade de Nova Iorque para estudar na Liga de estudantes de Arte de Nova York. Ambas se tornaram bastante ativas no cenário artístico da cidade na época. Em 1949, Nína se casou com o médico e pintor Alfred L. Copley. Algum tempo depois, Nína visitou seu país brevemente, mas prestes a retornar aos Estados Unidos foi avisada de que estava proibida de pisar no país por suspeita de ser uma simpatizante comunista.

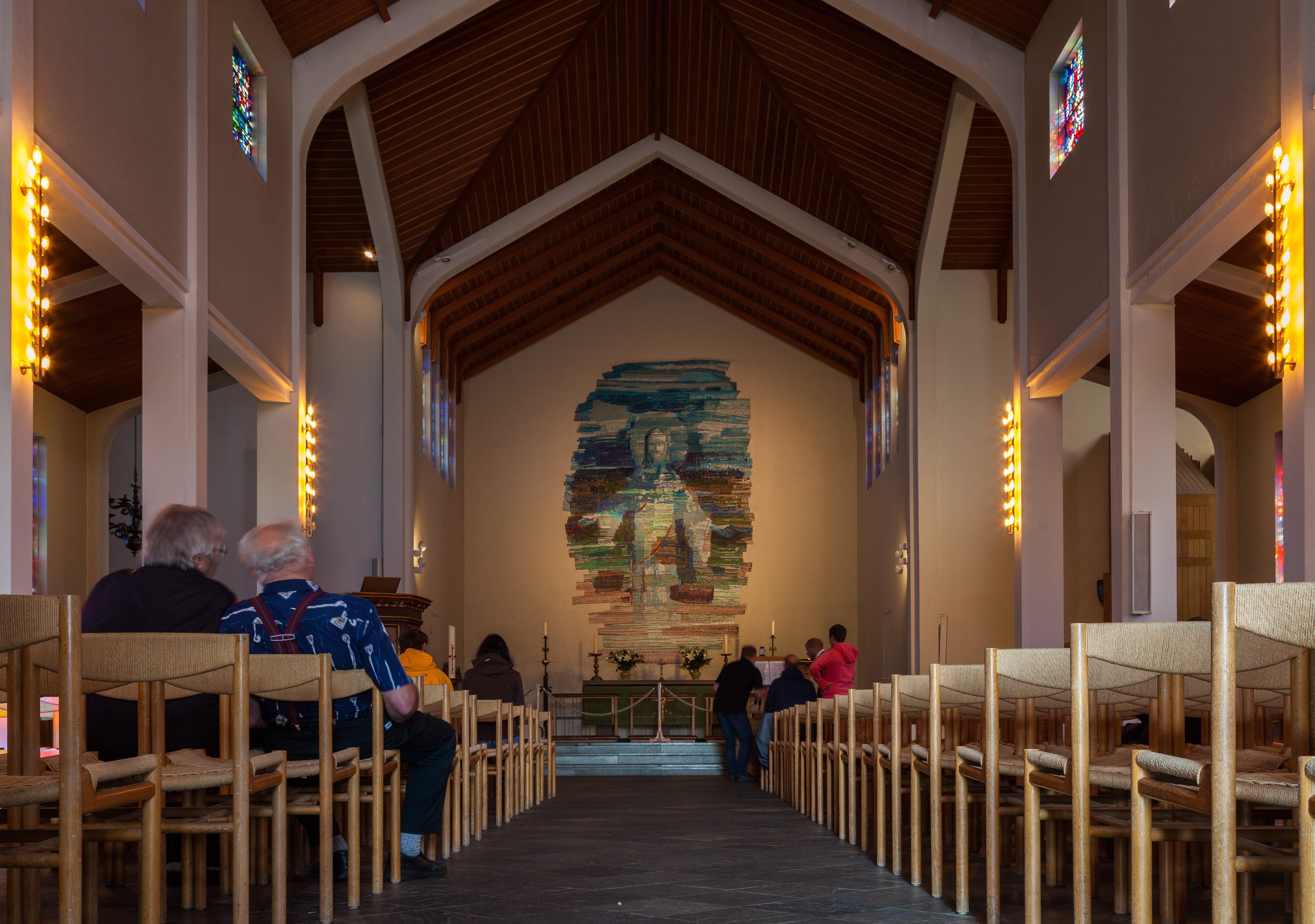
Pintura de Nína na Catedral de Skálholt

Em seu exílio forçado, Nína morou em vários lugares da Europa. Copley se juntou a ela em Paris, onde eles moraram por alguns anos com a filha do casal, Una Dóra Copley, nascida em 1951. Nestes anos de exílio, Nína pintou bastante, tendo exposto seus trabalhos em várias galerias e feiras pela Europa. O casal só retornaria a Nova Iorque em 1959, onde Nína continuou a pintar. Nos círculos artísticos da Islândia, seu trabalho começou a se tornar bastante conhecido e elogiado.
Nína trabalhava com telas e pinturas a óleo, mas também trabalhava com colagem, mosaicos e vidraria, inspirando-se nas paisagens naturais da Islândia e da cultura nórdica.

## Morte e legado
Nína morreu em 18 de junho de 1968, na cidade de Nova Iorque, aos 55 anos.
Em outubro de 2021, o prefeito de Reykjavík, Dagur B. Eggertsson, e a filha de Nína, Una Dóra Copley, assinaram um acordo para criar o Museu de Arte Nína Tryggvadóttir na capital. Será o primeiro museu de arte dedicado inteiramente à uma artista em Reykjavík. Um concurso foi aberto para projetos e novas ideias que reformem o prédio do museu Hafnarhús de maneira a abrigar o novo museu.

## Homenagem
No planeta Mercúrio, próximo ao seu polo norte, fica a cratera Tryggvadóttir, nomeada em 2012 em homenagem à artista.